# So Blu
Albums de Blu Cantrell
Bittersweet
(2003)
Singles
1. Hit 'Em Up Style (Oops!)
Sortie : 17 avril 2001
2. I'll Find A Way
Sortie : 15 juillet 2001
3. Till I'm Gone
Sortie : 3 février 2002

So Blu est le premier album de la chanteuse américaine Blu Cantrell. Il est publié par Arista Records le 31 juillet 2001 aux États-Unis,, et le 26 novembre 2001 au Royaume-Uni. L'album est principalement produit par Christopher « Tricky » Stewart, avec des productions supplémentaires de Dallas Austin, Jimmy Jam, Jason Rome, Don Vito et Olliewood & Scrilla. 

## Accueil
Aux États-Unis, l'album débute à la 8e place du Billboard 200. Les ventes de So Blu sont estimées à 89 392 exemplaires la semaine de sa sortie et à 603 000 exemplaires en janvier 2003. Le premier single issu de l'album, Hit 'Em Up Style (Oops!), a atteint la 2e place du Billboard Hot 100 pendant deux semaines consécutives. Le 31 août 2001, So Blu est certifié disque d'or par la Recording Industry Association of America (RIAA). Le 17 septembre de la même année, il est certifié disque d'or par la CRIA au Canada.

## Pistes
| No  | Titre                          | Auteur                                             | Producteur(s)                     | Durée |
| --- | ------------------------------ | -------------------------------------------------- | --------------------------------- | ----- |
| 1.  | Waste My Time (featuring L.O.) | Tiffany Cobb, Stewart, Nkhereanye, Franks, Richard | Tricky Stewart                    | 3:45  |
| 2.  | Hit 'Em Up Style (Oops!)       | Dallas Austin                                      | Austin                            | 4:10  |
| 3.  | Till I'm Gone                  | Cobb, Stewart, Tab                                 | Stewart                           | 4:21  |
| 4.  | U Must B Crazy                 | Davis, Harper, Tab                                 | Stewart                           | 4:07  |
| 5.  | The One                        | Cobb, Hale, Jason Rome                             | Stewart, Rome                     | 3:31  |
| 6.  | I'll Find Away                 | Cobb, Wright, Harris III, Tewis                    | Jimmy Jam et Terry Lewis, Big Jim | 5:15  |
| 7.  | Swingin'                       | Austin, Wright, Harris III, Lewis                  | Austin, Jam, Lewis                | 3:58  |
| 8.  | 10,000 Times                   | Ciara, Stewart, Shamora Crawford                   | Olliewood & Scrilla               | 3:25  |
| 9.  | When I Needed You              | Cobb, Davis                                        | Stewart                           | 3:49  |
| 10. | All You Had to Say             | Cobb, Davis, Harper, Tab                           | Stewart                           | 4:22  |
| 11. | I Can't Believe                | Stewart, Harper, Tab                               | Stewart                           | 3:37  |
| 12. | So Blu                         | Richard, Hale, Stewart, Tab                        | Stewart, Don Vito                 | 4:14  |
| 13. | Blu Is a Mood                  | Stewart, Harris III, Lewis                         | Jam, Lewis, Big Jim               | 5:23  |

| 14. | Hit' Em Up Style (Oops!) (Jazze Remix) | Dallas Austin | Austin, Jazze Pha | 4:37 |

## Classements
| Classement (2001)                   | Meilleure position |
| ----------------------------------- | ------------------ |
| Australie (ARIA)                    | 87                 |
| États-Unis (Billboard 200)          | 8                  |
| États-Unis (Top R&B/Hip-Hop Albums) | 5                  |

| Classement (2001)                   | Position |
| ----------------------------------- | -------- |
| États-Unis (Billboard 200)          | 175      |
| États-Unis (Top R&B/Hip-Hop Albums) | 95       |

## Certifications
| Pays              | Certification | Ventes certifiées |
| ----------------- | ------------- | ----------------- |
| Canada (CRIA)     | Or            | 50 000            |
| États-Unis (RIAA) | Or            | 500 000           |